# Тахир и Зухра (сказка)
Тахи́р и Зухра́ — восточная сказка-легенда. Идея повествования похожа на такие произведения о трагической истории любви как Ромео и Джульетта и Лейли и Маджнун. Литературная обработка сюжета впервые проведена узбекским поэтом Сайяди (17—18 вв.).

## Сюжет
Восточный шах и его визирь не имели детей, что их очень огорчало. Однажды они посетили сад, в который долго не могли найти вход, а когда вошли, то увидели там старца, которому рассказали о своих проблемах. Старец дал каждому по яблоку и сказал, чтоб их съели жёны. Шах и визирь так и сделали, а позже их жёны забеременели. Старец, давая яблоки, сказал, чтоб мальчика назвали Тахиром, а девочку Зухрой, и были б они суженными.
Когда родился ребёнок шаха, ему сообщили, что это девочка. Мечтавший о сыне шах приказал убить ребёнка. В тот же день у визиря родился сын. Визирь поскакал к своему дому, но разбился насмерть, упав с коня. Тахир остался с матерью без средств к существованию.
Прошло много времени, и однажды шах увидел жену бывшего визиря с мальчиком. Понял тогда шах, что совершил ужасную ошибку, приказав убить дочь. Но новый визирь знал тайну — дочь шаха не убили. Рассказал он об этом шаху, тот обрадовался и принял дочь.
Тахир вёл беззаботную жизнь, до тех пор, пока одна из соседок не сказала ему, что есть у него невеста. Тахир спросил у матери, кто же может быть его невестой, мать долго не говорила, но потом рассказала, всю историю. Также сказала она, что Зухра — дочь шаха, а он бедняк, и не суждено быть им вместе. Однако Тахир начал общаться с Зухрой, они стали вместе учиться. На жалобы учителей, что Тахир мешает учиться Зухре, приказал шах поставить между ними стену, но Тахир проломил стену. Тогда шах приказал изготовить сундук, в который посадят Тахира и сбросят в реку. Зухра заплатила мастерам, чтоб сундук сделали герметичным, и Тахир не утонул. Во время заточения Тахира в сундук умирает его мать, а Тахир и Зухра обещают не забывать друг друга.
Тахира сбрасывают в сундуке в реку, и он долго плывёт, пока его не вылавливают две дочери шаха другого государства. Старшей достаётся сундук, младшей Тахир, за которого шах выдаёт свою дочь замуж. Но Тахир всё время думает о Зухре и не разговаривает со своей супругой.
Зухра в это время против своей воли становится женой местного богача. Однажды приснился ей сон, где она гуляет с Тахиром, и она подумала, что он не погиб. Отправила она разных людей разыскивать Тахира, и один из них нашёл его. Тахир признался своей жене, что он любит Зухру и уезжает к ней.
Пока ехал Тахир с гонцом к Зухре, заехали они в один город, где искали двух разбойников. Тахира с напарником приняли за тех самых разбойников, и посадили в тюрьму. Тахир у окна в тюрьме начал петь песню о Зухре, её услышал один из купцов, который знал о Тахире и Зухре. Купец рассказал жителям об этом, и путников отпустили.
Наконец встретились Тахир и Зухра, но её муж, узнав об этом, пришёл в ярость, Тахира схватили и казнили. Зухра, взяв нож, хитростью пробралась на могилу Тахира и покончила с собой.

## Тексты
- Молланепес, Зохре — Тахыр, Ашгабат, 1959
- Саиеодий, Тохир ва Зухра, Тошкент, 1960
- Таһир вә Зоһрә, в кн.: Азәрбајҹан халг дастанлары, ч. 2, Бакы, 1961
- Тохир ва Зухра, Тошкент, 1974

## Экранизации
- Тахир и Зухра — узбекский фильм 1945 года.
- Тахир и Зухра — мультипликационный фильм студии Узбекфильм.
- Зохре и Тахир — туркменский фильм 1992 года режиссёрская работа Керима и Баба Аннановых.

Кроме того сюжетная линия присуща многим фильмам, таким как:
- Повар и певица — одноимённые герои переживают драматическую любовь в новейшей истории
- Не бойся, я с тобой — любовь бедного Теймура к дочери богача Телли

## Драматургия
- Мотив легенды стал основой для пьесы «Тахир и Зухра» драматурга Зухры Абакаровой (Яниковой)